# Sclerocroton schmitzii
Sclerocroton schmitzii là một loài thực vật có hoa trong họ Đại kích. Loài này được (J.Léonard) Kruijt & Roebers miêu tả khoa học đầu tiên năm 1996.